# Kisangani
Kisangani (korábban Stanleyville vagy Stanleystad) a Kongói Demokratikus Köztársaság Tshopo tartományának tartományi fővárosa (a Tshopo tartomány korábban az Orientale tartomány egyik körzete volt).
Kisangani a Kongó partján a Boyoma-vízeséstől északra fekszik. Hivatalosan a vízesések alatt kezdődik a Kongó, addig a folyót Lualabának nevezik. Kisanganit „Kisangani Boyoma” néven is ismerik. A város a fővárostól, Kinshasától számítva a folyó legutolsó hajózható pontja.

## Éghajlat
| Hónap                         | Jan. | Feb. | Már. | Ápr. | Máj. | Jún. | Júl. | Aug. | Szep. | Okt. | Nov. | Dec. | Év   |
| ----------------------------- | ---- | ---- | ---- | ---- | ---- | ---- | ---- | ---- | ----- | ---- | ---- | ---- | ---- |
| Átlagos max. hőmérséklet (°C) | 30,5 | 31,0 | 31,0 | 31,0 | 30,5 | 30,0 | 29,0 | 29,0 | 30,0  | 30,0 | 30,0 | 30,0 | 30,2 |
| Átlagos min. hőmérséklet (°C) | 21,0 | 21,0 | 21,0 | 21,0 | 22,0 | 21,0 | 20,0 | 20,0 | 20,0  | 20,5 | 21,0 | 20,5 | 20,7 |
| Átl. csapadékmennyiség (mm)   | 85   | 120  | 170  | 180  | 160  | 105  | 110  | 160  | 190   | 220  | 230  | 100  | 1830 |
| Forrás: wetterkontor.de       |      |      |      |      |      |      |      |      |       |      |      |      |      |

## Története
1883 decemberében Henry Morton Stanley a jelenlegi Kisangani közelében, a Kongó egyik szigetén megalapította a Stanley Falls állomást. Skót mérnökét, Mr. Binnie-t bízta meg a helyiekkel folytatott kereskedelmi ügyek intézésével és a Kongói Szabadállam képviseletével.  Nem sokkal ezután, a korabeli írók által gyakran tévesen araboknak nevezett kelet-afrikai, zanzibári rabszolga-kereskedők érkeztek a Stanley-vízesésekhez.  Hamarosan feszültté vált a viszony a Szabadállam tisztviselői és a rabszolga-kereskedők között, és egy összeütközést követően az állomáshelyet 1887-ben elhagyták. 1888-ban valamennyire helyreállt a Szabadállam hatalma, miután Tippu Tipet, az egyik legnagyobb hatalmú zanzibári rabszolga-kereskedőt Stanley Falls kerület kormányzójává nevezték ki.
A Kongói válság során, 1964 végén simba lázadók foglalták el Stanleyville-t, és 1600 európait túszul ejtettek. 111 nap hiábavaló tárgyalásai után az Amerikai Egyesült Államok, Belgium és egy zsoldosokból álló haderő Frederic Vandewalle ezredes parancsnoksága alatt elindította a Vörös sárkány hadműveletet (Operation Dragon Rouge) a túszok kiszabadítására.  A túszszabadító akció légi műveleteit „Vörös sárkánynak” nevezték, „őrült” Mike Hoare és zsoldosai szintén részt vettek Vandewalle támadó alakulataiban.
1966-ban és 1967-ben Kisangani a zsoldosok lázadásának színhelye volt.
1999-ben a második kongói háború során, Kisangani volt a helyszíne az ugandai és a ruandai erők közötti első nyílt összecsapásoknak. Ezt követte a kormányellenes Rally for Congolese Democracy (RCD) lázadó szervezet feldarabolódása Kisangani és Goma környéki táborokba (RCD-Kisangani illetve RCD-Goma). A Kisanganiban létrejött RCD-Kisangani vezetője Wamba dia Wamba lett, Uganda határozott támogatásával. Gomában viszont, amikor 2002-ben végre sikerült a béke-megállapodást tető alá hozni, Goma városának irányítását a ruandai támogatású RCD-Goma vette át.

## Közlekedés
A város repülőtere a Bangoka International Airport (IATA:FKI, ICAO:FZIC). Kisanganit egy áthidaló vasútvonal köti össze a vízesések felett fekvő Ubundu várossal; az országos 2. számú főút a várost az ország keleti részén fekvő Gomával valamint Ruandával köti össze.
2007 októberében jóváhagyták egy, Kisanganit Uganda nyugati részében fekvő Kasese városával összekötő vasút terveit.

## Népesség
A város lakosságának változása az elmúlt fél évszázad során:
1958: 121 726

1970: 216 526

1984: 317 581

1993: 406 249

2004: 682 599